# Piazza della Repubblica (Milano)
Piazza della Repubblica è un'importante piazza di Milano, posta a nord del centro storico, lungo la circonvallazione delle mura spagnole.
La piazza, con i suoi 73.500 m² è tra le maggiori della città e d'Italia per superficie. Ricca di spazi verdi, vi si affacciano edifici alti (tra cui la "Torre Breda"), il monumento dedicato a Giuseppe Mazzini e alberghi di prestigio.

## Storia

Il piazzale antistante alla vecchia Stazione Centrale di Milano, poi diventato piazzale Fiume ed oggi Piazza della Repubblica

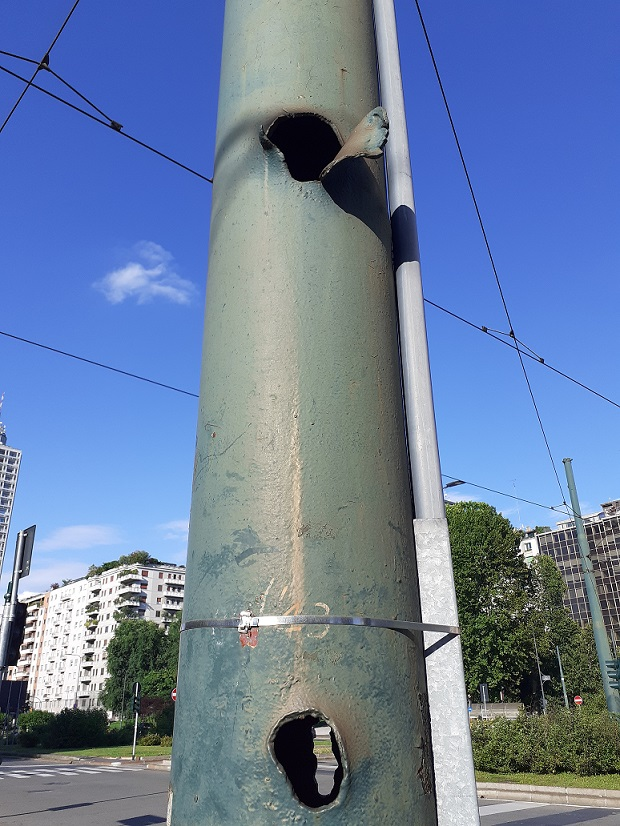
Pali nella piazza che recano i segni del bombardamento di Milano dell'agosto 1943

La roggia Balossa in piazza della Repubblica verso via Tarchetti a Milano prima della sua copertura

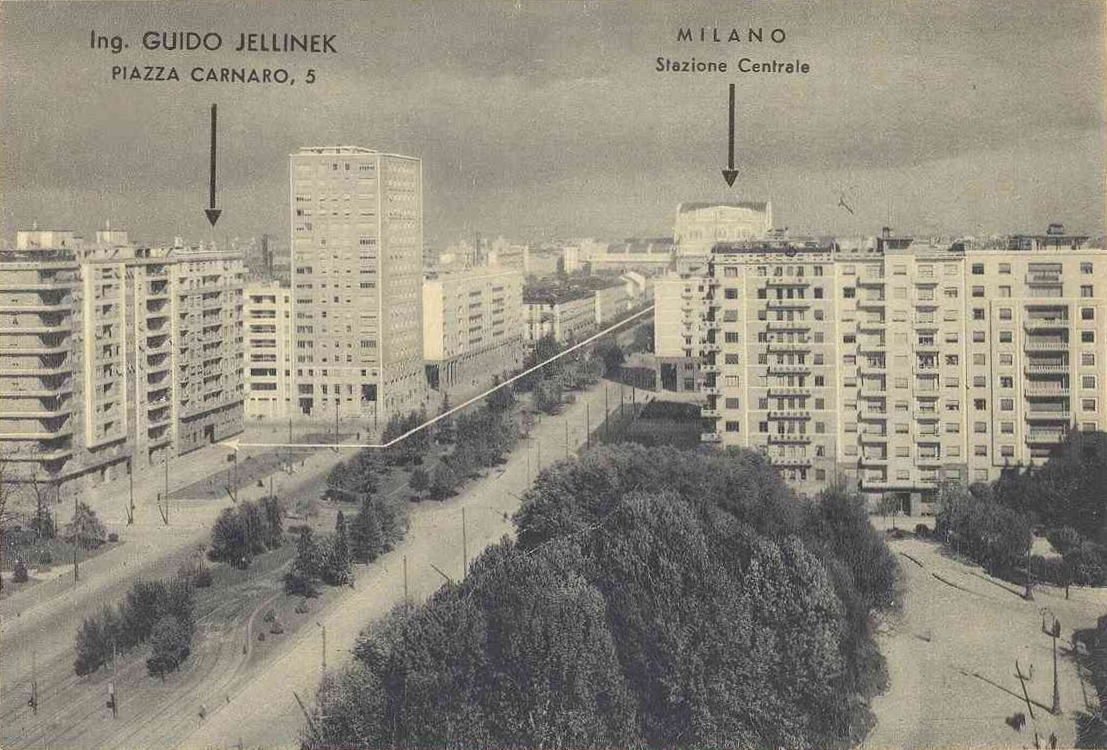
La piazza nel 1941, prima della costruzione della Torre Breda

La piazza fu aperta intorno al 1865 per servire la stazione di Milano Centrale, entrata in servizio nel 1864; il tracciato ferroviario correva sugli odierni viali Tunisia tagliando in due il Lazzaretto, Ferdinando di Savoia e Liberazione).
La costruzione della stazione rese necessaria l'apertura di una nuova strada radiale (l'attuale via Turati) per il collegamento con il centro cittadino; la nuova strada attraversava il bastione allora esistente tramite un sottopasso, battezzato Barriera Principe Umberto.
La nuova piazza racchiudeva un grande giardino centrale, intorno al quale correva il traffico carrabile e tranviario diretto alla stazione.
Negli anni venti del XX secolo la piazza, fino ad allora nota come Piazzale Stazione Centrale, prese il nome di Piazzale Fiume in onore della città del Carnaro.
Nel 1927 venne costruito l'Hotel Principe di Savoia.
Nel 1931 la vecchia Centrale fu chiusa, sostituita dall'attuale, posta circa 1 km più a nord, e quindi demolita; la piazza fu pertanto allargata verso nord (sull'area già ferroviaria) e verso sud (sull'area del bastione abbattuto), assumendo l'aspetto attuale. Negli stessi anni trenta furono realizzati gli imponenti edifici residenziali che ancora caratterizzano la piazza.
Anche se in maniera minima, la piazza reca ancora i segni del pesante bombardamento alleato che la città subì nell'agosto 1943. Su alcuni degli alti pali in ferro che reggono i cavi dei tram sono presenti i segni e i buchi delle schegge delle bombe esplose, che in alcuni casi li trapassarono da parte a parte lasciando delle vistose slabbrature verso l'esterno.
Dopo il 2 giugno 1946 alla piazza fu cambiato il nome in quello attuale per celebrare la proclamazione della Repubblica.

## Edifici notevoli
Sulla piazza si affacciano numerosi edifici di valore architettonico.
Sul lato sinistro:
- ai nn. 7 e 9 (angolo via Marcora) le Case Bonaiti e Malugani, costruite dal 1935 al 1937 su progetto di Giovanni Muzio[3][4];
- al n. 11 (all'angolo con viale Monte Santo) un edificio per uffici e abitazioni, costruito dal 1953 al 1955 su progetto di Vito Latis[5];
- al n. 13 un edificio alberghiero, ristrutturato nel 1988 su progetto di Aldo Rossi[6];
- al n. 27 (all'angolo con viale Ferdinando di Savoia e via Pisani) la cosiddetta "Torre Locatelli", un edificio a torre per uffici e abitazioni, costruito dal 1936 al 1939 su progetto di Mario Bacciocchi[7].
- al n. 30 la prima delle due torri Turati, progettata da Luigi Mattioni e costruita tra il 1958 e il 1960.

Sul lato destro:
- all'angolo con via Turati n. 40 la cosiddetta "torre Turati", costruita dal 1963 al 1967 su progetto di Giovanni e Lorenzo Muzio[8][9];
- ai nn. 6-10 (all'angolo con viale Città di Fiume) una casa d'abitazione, costruita dal 1935 al 1936 su progetto di Giacomo Prearo e G. Rancati[10];
- al n. 12 (all'angolo con viale Vittorio Veneto) un edificio per abitazioni, costruito nel 1955 su progetto di Gigi Ghò[11];
- al n. 32 (all'angolo con viale Tunisia e via Pisani) la cosiddetta "torre Breda", costruita dal 1951 al 1954 su progetto di Luigi Mattioni[12][13].

## Trasporti
- Repubblica
- Stazione di Milano Repubblica
- È anche un importante nodo della rete tranviaria cittadina (linee 1, 9, 10 e 33).